# Joseph Bal
Pour les articles homonymes, voir Bal (homonymie).
Joseph Bal, né à Berchem, Anvers, le 17 avril 1820 et mort à Anvers le 31 juillet 1867, est un graveur belge.
Prix de Rome belge en gravure en 1848, il obtient une médaille d'or au Salon de Bruxelles de 1854. Actif à Paris durant de nombreuses années, il voyage également à Florence. De retour en Belgique, il devient, en 1862, professeur à l'Académie royale des beaux-arts d'Anvers. Sa gravure La Monténégrine est conservée au Musée royal des Beaux-Arts d'Anvers.

## Biographie

### Famille
Joseph (Camille Joseph ou Corneille Joseph) Bal, né à Berchem le 17 avril 1820, est le fils de Guillaume Bal (1783-1859), cordonnier, et de Marie Jeanne Raeymaeckers.

### Formation
Joseph Bal est initialement étudiant à l'Académie royale des beaux-arts d'Anvers, où il bénéficie de l'enseignement d'Erin Corr et obtient plusieurs prix. Il participe au Salon d'Anvers de 1843. Ensuite, après sa formation académique, il se rend à Paris pour suivre les cours dispensés par Achille-Louis Martinet, l'un des maîtres majeurs de son temps.
Lorsqu'il revient en Belgique, il se présente pour participer au Prix de Rome belge ouvert à la gravure en 1848 et permettant au lauréat de recevoir une pension durant quatre ans, afin de se perfectionner à l'étranger. Sont en lice les élèves anversois d'Erin Corr : Joseph Bal et Pierre Jean Baptiste Van Reeth, opposés aux élèves de l'École royale de gravure de Bruxelles de Luigi Calamatta : Jean-Baptiste Meunier, Joseph Demannez et Joseph Franck qui doivent réaliser un dessin de Faune d'après l'antique, puis le reproduire au burin. Le 30 octobre 1848, le prix de Rome est décerné à Joseph Bal.
Nanti de la pension annuelle versée durant quatre ans de 1848 à 1852, Joseph Bal séjourne durant quatre ans en Italie afin de se perfectionner. À la Galerie des Offices de Florence, il copie, en 1849, Hans Holbein, Masaccio, Fra Angelico et Raphaël. À son retour, il s'établit à Paris.

### Carrière
En France, il grave La Tentation de Saint-Antoine d'après Louis Gallait, qui établit sa réputation et obtient la médaille d'or au Salon de Bruxelles de 1854. En 1862, il revient en Belgique et s'établit à Anvers, où il vient d'être nommé professeur de gravure au burin de l'Académie de la ville, le 9 décembre 1862, en remplacement du défunt Erin Corr.
Élevé au rang de chevalier de l'ordre de Léopold (1858), Joseph Bal devient un graveur de renom et expose régulièrement aux salons triennaux belges, aux Salons de Paris et à l'Exposition universelle de 1862 à Londres. Il devient membre résidant de la Société royale pour l'encouragement des beaux-arts. Lors de l'Exposition universelle de 1867 de Paris, le jury international des récompenses lui décerne le second prix.
Sa santé déclinant depuis quelque temps, Joseph Bal  meurt, à l'âge de 47 ans à Anvers, le 31 juillet 1867. Ses funérailles, le 3 août suivant à Berchem, sont présidées par le peintre Nicaise De Keyser, en présence de Louis Gallait, de Théodore Canneel, de ses amis intimes  Lievin De Winne et Antoine-Félix Bouré, de représentants académiques et de nombreux artistes.

## Œuvre

### Caractéristiques
En dépit de la lenteur de la procédure, Joseph Bal grave un nombre assez important d'ouvrages. Nicaise de Keyser retient comme ses gravures principales : La Tentation de Saint-Antoine, d'après Louis Gallait (1853), La Belle jardinière d'après Raphaël (1856), Jeanne la Folle, d'après Gallait (1860) et La Monténégrine et son enfant d'après Jaroslav Čermák (1867). La mort vient le surprendre alors qu'il souhaitait graver L'Abdication de Charles Quint d'après Gallait.  
L'historien Émile de Laveleye estime que Joseph Bal, élève de Martinet, avait les qualités et les défauts de son maître : « Ce que l'on admire surtout dans ses œuvres, c'est la perfection des tailles, qui ne laissent rien à désirer. Mais le mérite de la reproduction est plus inégal parce qu'il dépend de l'habileté du dessinateur qui a fait le dessin d'après le tableau. Le Raphaël, dessiné par Joseph-Gabriel Tourny [également élève de Martinet], est une œuvre excellente sous tous les rapports. Jeanne la Folle, dessinée par Bal lui-même, est moins bien réussie. Les mains de Philippe le Beau sont d'un dessin peu correct et la draperie coupe le pied de Jeanne d'une façon trop dure ; néanmoins, ces deux planches font honneur à notre école ».

### Expositions

#### Belgique
- Salon d'Anvers de 1843 : Figure d'après l'antique (gravure) et Le Moine quêteur de l'ordre des Trinitaires d'Espagne (dessin d'après un tableau de Nicaise de Keyser)[7].
- Salon de Bruxelles de 1845 : Le Moine quêteur (gravure d'après un tableau de Nicaise de Keyser)[8].
- Salon d'Anvers de 1846 : Le Moine quêteur (gravure d'après un tableau de Nicaise de Keyser)[9].
- Salon de Bruxelles de 1851 : La Madone de Foligno (dessin d'après Raphaël), La Vision d'Ezéchiel (dessin d'après Raphaël), Portrait de D.R.S., conseiller privé d'Henry VIII, roi d'Angleterre (dessin d'après Holbein) et Gravure d'après l'antique[10].
- Salon de Gand (XXII) de 1853 : La Tentation de Saint Antoine (gravure d'après le tableau de M. Gallait)[11].
- Salon de Bruxelles de 1854 : La Tentation de Saint Antoine (gravure d'après le tableau de M. Gallait)[12].
- Salon d'Anvers de 1855 : La Tentation de Saint Antoine (gravure au burin d'après le tableau de M. Gallait)[13].
- Salon de Bruxelles de 1857 : La Belle jardinière (gravure d'après Raphaël)[14].
- Salon d'Anvers de 1858 : La Belle jardinière (gravure d'après Raphaël au musée du Louvre)[15].
- Salon de Bruxelles de 1860 : Jeanne la Folle, gravure d'après Gallait.
- Salon de Gand (XXV) de 1862 : Jeanne la Folle, gravure d'après Gallait[16].
- Salon d'Anvers de 1864 : La Vision d'Ezéchiel, dessin d'après Raphaël[17].
- Salon d'Anvers de 1867 : La Monténégrine, gravure au burin[18].

#### France
- Salon de Paris de 1853 : La Tentation de saint Antoine, d’après M. Louis Gallait (gravure) (médaille de 3e classe)[19].
- Salon de Paris de 1859 : La Belle jardinière, d’après le tableau de Raphaël de la galerie du Louvre (médaille de 2e classe)(gravure)[19].
- Salon de Paris de 1861 : Jeanne la folle, d’après M. Gallait (gravure)[19].
- Exposition universelle de 1867 de Paris : Jeanne la folle, d’après M. Gallait et La Belle jardinière, d’après le tableau de Raphaël de la galerie du Louvre second prix[2].

### Collection muséale
- Musée royal des Beaux-Arts d'Anvers, La Monténégrine, encre sur papier, format 62 × 47,2 cm, inventaire no 1823bis/15[20].

## Honneurs
- Chevalier de l'ordre de Léopold (23 octobre 1858)[21].